# 泉州卫
泉州卫是明代至清初的一处卫所。
洪武元年（1368年）三月置，治所在今福建省泉州市西，属福建都指挥使司管辖，清朝康熙五年（1666年）被废止。